# 澳洲海獅
澳洲海獅（學名：Neophoca cinerea，英語：Australian sea lion）是一種只生活在澳大利亞南部和西部海岸的海獅。新海獅屬現存的唯一一種生物。澳大利亞海獅屬於鰭足亞目，與海獅科的其他海獅及海狗極其相似。

## 繁殖
澳洲海獅的繁殖週期在鰭足亞目中算是不尋常的。其週期為18個月，而且在不同的群體之間並不同步。繁殖季節可以持續5至7個月，袋鼠島的海豹灣有超過9個月的記錄。
繁殖季的雄性澳洲海獅並沒有固定的領地，它們通過打鬥來建立內部等級，處於統治地位的雄性會守衛屬於自己的雌性交配權。在生育幼崽之後，雌性澳洲海獅會選擇守衛新的幼崽，而趕走上一次產下的幼崽。

## 數量與保護措施
1972年澳大利亞國家公園和野生動物法案簽署後禁止了捕獵澳洲海獅，其現存大約14730頭。